# Canino (Viterbo)
Canino és una localitat italiana de la província de Viterbo, regió de Laci, amb 5292 habitants.

## Evolució demogràfica
| Gràfica d'evolució demográfica de Canino entre 1861 i 2001 |
|                                                            |